# Lijst van dialecten van de wereld - M
Deze lijst van dialecten is zeker niet compleet en de aanduiding 'dialect' zal voor diverse van de genoemde variëteiten zeker omstreden zijn. De lijst bevat in principe alleen variëteiten die nauwelijks standaardisatie hebben ondergaan. Ze zijn geordend onder een kop die ofwel redelijk adequaat de genoemde subvariëteiten omvat, ofwel de naam is van de standaardtaal die door de dialectsprekers als lingua franca wordt gehanteerd.
Zie voor achtergronden over de schakeringen van de taal-dialectrelatie de lemma's variëteit (taalkunde), taal, dialect, streektaal, standaardtaal, dialectcontinuüm, taalfamilie.

## Maagdeneilanden-Creools Engels
Cruzaans

## Ma'anjan
Dusun-Balangaans - Samihim - Sihong

## Maay
Af-Helledi

## Madak
Danu - Katingaans - Lelet - Malom - Mesi

## Madoerees
Bangkalaans - Baweaans - Pamekesaans - Sampang - Sapudi - Sumenep

## Mae
Noord-Klein Nambas

## Mafa
Centraal Mafa - Oost-Mafa - West-Mafa

## Magindanaon
Biwangaans - Ilud - Iranun - Laya - Sibugay - Tagakawanaans

## Mahakam Kenyah
Boh - Mahakam Kenyah

## Maisin
Kosirava - Maisin

## Majera
Hwalem - Kajire-'Dulo - Majera

## Makassar
Gowa (Indonesië) - Maros-Pangkep - Turatea

## Malankuravaans
Malayadiars

## Malasanga
Malasanga - Singorakai

## Malavedaans
Vetaans - Vettuvaans

## Malayalam
Centraal-Kerala - Kayavar - Malabar - Malayalam - Moplah - Nagari-Malayalam - Namboodiri - Nasrani - Nayar - Noord-Kerala - Pulaya - Zuid-Kerala

## Malecite-Passamaquoddy
Malecite - Passamaquoddy

## Maleis
Bazaar-Maleis - Kedah - Kelantaans - Perak - Sarawak-Maleis - Trengganu

## Maleis Dayak
Banana' - Delang - Kayung - Mentebah-Suruk - Semitau - Suhaid - Tapitn

## Maleng
Hareme - Malang - Maleng - Pakataans

## Maleu-Kilenge
Kilenge - Maleu

## Malfaxal
Orierh

## Malgbe
Douguia - Dro - Malgbe - Mara

## Malo
Ataripoe - Avunatari

## Maltees
Gozo - Port Maltees - Ruraal Centraal Maltees - Ruraal Oost-Maltees - Ruraal West-Maltees - Standaard Maltees - Zurrieq

## Mamasa
Centraal Mamasa - Noordelijk Mamasa - Pattae'

## Mambae
Damata - Lolei - Mambai - Manua

## Mamuju
Mamuju - Padang - Sinyonyoi - Sumare-Rangas

## Mamusi
Mamusi - Melkoi

## Manam
Wanami

## Mandaïsch
Ahvaz - Iraaks Neo-Mandaïsch - Shushtar

## Mandar
Balanipa - Majene - Malunda - Pamboang - Sendana

## Mandara
Simberi - Tabar - Tatau

## Mangga-Buang
Kwasang - Lagis

## Manggarai
Centraal Manggarai - Oostelijk Manggarai - West-Centraal Manggarai - Westelijk Manggarai

## Mangseng
Marapu - Umua

## Manusela
Hatuolu - Kanikeh - Maneo - Zuid-Manusela

## Maori
Baai van Plenty - Moriori - Noord-Auckland - Rotorua-Taupo - Taranaki - Whanganui - Zuideiland

## Mapos-Buang
Buweyeu - Chimbuluk - Mambump - Mapos - Papakene - Wagau - Wins

## Mapudungun
Moluche - Pehuenche - Picunche

## Marau
Warabori

## Maria
Adewada - Bhamani Maria - Etapally Maria

## Marik
Noordelijk Marik - Westelijk Marik - Zuidelijk Marik

## Maringarr
Maranunggu

## Marithiel
Mare-Ammu - Marithiel - Nganygit

## Marshallees
Rälik - Ratak

## Martu Wangka
Kartujarra - Manyjilyjarra - Puditara - Wangkajunga - Yulparitja

## Maslam
Maslam - Sao

## Massa
Bongor - Bugudum - Domo - Gizay - Gumay - Ham - Walia - Wina - Yagwa

## Matigsalug Manobo
Kulamanen - Matig-Salud - Tala Ingod - Tigwa

## Matipuhy
Matipuhy - Nahukuá

## Mato
Bonea - Nanaya

## Ma'ya
Banlol - Batanta - Kawit - Ma'ya

## Mbula
Gauru - Mbula - Noordelijk Mbula - Sakar

## Mefele
Mefele - Muhura - Serak - Shugule

## Mehri
Oostelijk Mehri - Westelijk Mehri

## Mekeo
Oost-Mekeo - Noord-Mekeo - Noordwest-Mekeo - West-Mekeo

## Mele-Fila
Fila - Mele

## Mengen
Noord-Kust-Mengen - Zuid-Kust-Mengen

## Mentawai
Noord-Siberut - Pagai - Sakalagaans - Saumanganja - Silabu - Simalegi - Sipura - Taikaku - Zuid-Siberut

## Meramera
Lolobao

## Merei
Winiv

## Merey
Dugur

## Merlav
Matliwag - Mwerig - West-Mwerelawa

## Mesme
Bero - Zamre

## Mesquakie
Fox - Mesquakie - Sac

## Miami
Miami - Peoria

## Micmac
Noordelijk Micmac - Zuidelijk Micmac

## Migaama
Dambiya - Doga - Gamiya - Migaama

## Mina
Besleri - Gamdugun - Jingjing

## Minangkabaus
Agam - Batu Sangkar-Pariangaans - Kerinci-Minangkabaus - Payokumbuah - Si Junjung - Singkarak - Tanah - Ulu

## Miship
Doka

## Misima-Paneati
Nasikwabw - Tewatewa

## Miya
Demshin - Faishang - Federe - Fursum - Gala

## Modang
Benehes - Kelingaans - Liah Bing - Long Bento' - Long Glat - Nahes

## Mofu-Gudur
Gudur - Mokong - Zidim

## Moghols
Karez-i-Mulla - Kundur

## Mogum
Jegu - Koffa - Mogum Déle - Mogum Diguimi - Mogum Urmi

## Mohegan-Montauk-Narragansett
Montauk - Narragansett - Pequot-Mohegaans - Stockbridge

## Moken
Dung - Ja-It - L'Be

## Molima
Ai'Alu - Tala'Ai - Tosila'Ai

## Mon
Matabaans-Moulmein - Pegu - Ye

## Mongondow
Dumoga - Lolayaans - Pasi

## Mono
Alu - Fauro - Mono

## Montagnais
Oostelijk Montagnais - Westelijk Montagnais

## Montol
Baltap-Lalin - Montol

## Mori Atas
Aikoa

## Mori Bawah
Karonsie - Nahina - Petasia - Soroako - Tambe'E

## Morisyen
Rodrigues-Creools

## Moronene
Tokotu'A - Wita Ea

## Mortlockees
Middenmortlock - Nedermortlock - Oppermortlock

## Motlav
Volow

## Motu
Oostelijk Motu - Westelijk Motu

## Mouk-Aria
Mouk - Tourai

## Mpade
Bodo - Digam - Mpade - Shoe - Woulki

## Mser
Gawi - Houlouf - Kabe - Kalo

## Mubi
Minjile - Mubi

## Mukulu
Doliki - Gugiko - Mezimko - Mokilko - Moriko - Seginki

## Mumeng
Latep - Mumeng - Yanta

## Muna
Gumas - Siompu - Standaard Muna - Tiworo

## Mundari
Bhumij - Hasada' - Kera' - Latar - Naguri

## Muong
Ao Tá - Boi Bi - Moi 1 - Mol - Mual - Thang - Wang

## Murik-Kayaans
Long Banyuq - Long Semiang

## Murrinh-Patha
Murrinhdiminin - Murrinhkura - Murrinhpatha

## Musey
Bongor-Jodo-Tagal-Berem-Gunu - Jaraw-Domo - Lew - Pe-Holom-Gamé

## Musgu
Beege - Luggoy - Maniling - Mpus - Muzuk - Ngilemong - Vulum

## Mussau-Emira
Emira - Oostelijk Mussau - Westelijk Mussau - Zuidelijk Mussau

## Mutu
Malai - Mutu - Tuam

## Muyuw
Iwa - Lougaw - Nawyem - Wamwan - Yanaba

## Mwaghavul
Mupun - Panyam
A · B · C · D · E · F · G · H · I · J · K · L · M · N · O · P · Q · R · S · T · U · V · W · Y · Z